# إرنست هابل
إرنست هابل (بالألمانية: Ernst Happel)‏ : لاعب ومدرب كرة قدم نمساوي راحل مواليد «فيينا» في 29 تشرين الثاني من سنة 1925 لعب في راسينغ باريس الفرنسي من 1954 إلى 1956 . كما خاض 51 مباراة دولية وشارك في كاس العالم 1954 في سويسرا احترف التدريب في سن الثالثة والثلاثون. توفي في إنسبروك في 14 تشرين الثاني سنة 1992 إثر اصابته بالسرطان.

## مسيرته الكروية
لعب إرنست هابل خلال مسيرته الاحترافية مع ناديين في سبعة عشر موسمًا وسجل خلالها 34 هدفًا ضمن 282 مباراة. حيث فاز في موسم واحد بالكأس وفي ستة مواسم بالدوري.
خاض إرنست هابل مسيرته مع نادي رابيد فيينا في موسم 1942–43 في المرة الأولى ليلعب معه اثنا عشر موسمًا ثم في موسم 1956–57 واستمر معه طيلة ثلاثة مواسم، مشاركًا طوالها في 240 مباراة سجل خلالها 25 هدفًا. ثم انتقل إلى نادي راسينغ كولومب في موسم 1954–55 ولمدة موسمين، حيث شارك في 42 مباراة سجل خلالها 9 أهداف.

## روابط خارجية
- إرنست هابل على موقع الاتحاد الدولي (مؤرشف)  (الإنجليزية)
- إرنست هابل على موقع قاعدة بيانات كرة القدم.إي يو (الإنجليزية)
- إرنست هابل على موقع ناشيونال فوتبول تيمز (الإنجليزية)
- إرنست هابل على موقع أوليمبيديا (الإنجليزية)